# Шинкаренко, Анатолий Иванович
Анато́лий Ива́нович Шинкаре́нко (11 декабря 1959, Киев) — советский гребец-байдарочник, выступал за сборную СССР в конце 1970-х годов. Серебряный призёр чемпионата мира, двукратный чемпион Советского Союза, победитель многих регат республиканского и всесоюзного значения. На соревнованиях представлял спортивное общество «Трудовые резервы», мастер спорта международного класса. Также известен как спортивный чиновник, вице-президент Федерации каноэ Украины.

## Биография
Анатолий Шинкаренко родился 11 декабря 1959 года в Киеве. Активно заниматься греблей начал в раннем детстве, проходил подготовку в киевском спортивном обществе «Трудовые резервы».
Первого серьёзного успеха добился в 1976 году  став Чемпионом спартакиады школьников СССР которая проводилась  во Львове. 1977г стал чемпионом молодежных игр СССР. В 1977г стал Чемпионом Европы и мира К2-500м в паре с Игорем Бондаренко (Такие Чемпионаты проводились один раз в два года в них принимали участие со всех континентов земного шара). Впоследствии Шинкаренко ещё в течение нескольких лет продолжал принимать участие в зачёте всесоюзных регат, хотя на международном уровне существенных достижений уже не добивался.
В 1979г в Абхазии на Чемпионате СССР "Весенний  приз" стал победителем на дистанции К1-1000м, К1-10000м. К1-500м-3 место. Занял на кубке СССР в Житомире К1-1000м-3 место. 
1979 году, стал чемпионом СССР К4-500 метров. в 1979г в Дуйсбурге на Чемпионате мира и Европы завоевал 2 место  совместно с гребцами Йонасом Заутрой, Сергеем Чухраем и Владимиром Тайниковым. Вследствие болезни (фурункулёз) 1980г был пропущен. Весной 1981г стал Чемпионом СССР "Весенний приз". В Москве 1981г. стал Чемпионом СССР К4-10000м (Махнёв Г., Смерчанский И., Данилов Б., Шинкаренко А.) Выступая за ЦСКА 1981-1982г был многократным победителем и призёром спартакиад дружественных армий (СКДА) Снагов Румыния. За выдающиеся спортивные достижения удостоен почётного звания «Мастер спорта СССР международного класса».
После завершения спортивной карьеры Анатолий Шинкаренко занимал различные административные должности работая тренером, директором Комплексной детско-юношеской спортивной школы "Пуща Водица" в Пуще-Водице.
Создал свой сельскохозяйственный бизнес, строительство молочно-племенного завода по КРС, стало лучшим в Кировоградской области. В фирме работало более 500 сотрудников. За вклад в развитие с-х Украины  был удостоен звания Заслуженный работник с-х Украины.
С 2006-2010г. возглавлял Государственную администрацию Кировоградской обл.в  Александровском р-не.
В настоящее время возглавляет  Федерацию гребли на байдарках и каноэ Киева, есть Первым вице-президентом Федерации каноэ Украины